# Mitsubishi Mizushima
Em 1946, começou a produção do Mitsubishi Mizushima, um veículo de três rodas de transporte de carga com uma capacidade de 400 kg. Foi equipado com uma lona dobrável e com um para-brisas para proteger os ocupantes.
O Mizushima foi um triciclo duro, confiável e económico.
Mais tarde seriam introduzidos novos modelos que oferecem maior capacidade de carga e de uma maior variedade de estilos de carroçarias. Durante os anos de 1948 a 1950 foi construído o modelo TM3D, modelo esse que foi construído com um hardtop, em resposta aos seus clientes, enquanto o sucessor do Mizushima, o Mitsubishi Go foi introduzido em 1955 e poderia levar até duas toneladas de carga. O Mitsubishi Leo nasceu em 1959, foi fortemente influenciado pelo Mizushima, foi uma transição entre a primeira empresa pós-guerra e o Mitsubishi Minica, que representava o futuro da companhia na década de 1960. Durante a vida do Mizushima foram produzidos cerca de 90000 unidades, até 1962, sendo substituído então pelo Mitsubishi Minicab.

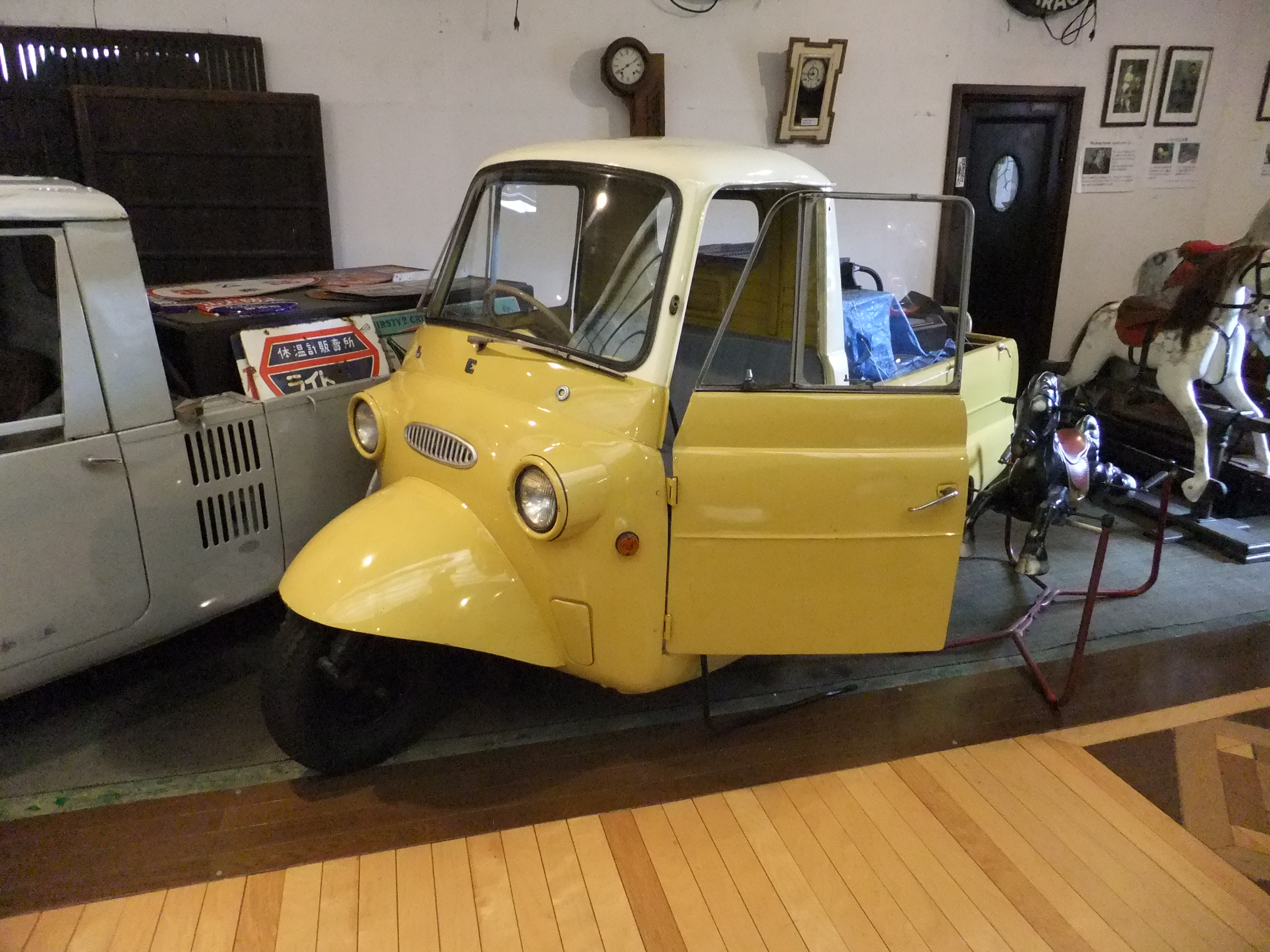
Mitsubishi Leo, 1952

## Outros
Dados fornecidos por Histórias Mitsubishi